# Don Quarrie
Donald O'Riley ("Don") Quarrie (Kingston, 25 februari 1951) is een voormalig Jamaicaanse sprinter. Hij was olympisch kampioen en won meerdere malen de Gemenebestspelen. Hij behoorde in de jaren zeventig tot de beste sprinters van de wereld en nam viermaal deel aan de Olympische Spelen.
Er staat een standbeeld van hem bij het Jamaicaanse nationale stadion en er is ook een school (Donald Quarrie High School) naar hem vernoemd. Ook zijn er verschillende muziekstukken over hem gecomponeerd, zoals Tribute to Donald Quarrie van Joe Gibbs and The Guerillas.

## Biografie

### Jeugd
Al op 18-jarige leeftijd behoorde Quarrie tot het Jamaicaans olympisch team. Wegens blessures die hij opliep tijdens een training kon hij uiteindelijk toch niet aan de Olympische Spelen van Mexico-Stad deelnemen. In 1969 kreeg hij een studiebeurs van de Universiteit van Nebraska en verhuisde naar de Verenigde Staten.

### Eerste goud en wereldrecord
Op de Gemenebestspelen in 1970 in het Engelse Edinburgh won hij de 100 m. Hij versloeg op deze afstand zijn landgenoot Lennox Miller en Hasely Crawford uit Trinidad en Tobago. Ook op de 200 m behaalde hij goud ditmaal voor Edwin Roberts uit Trinidad en Tobago en de Keniaan Charles Asati. Als slotloper hielp hij het Jamaicaanse team aan een Gemenebest titel en zichzelf aan de derde gouden medaille.
Een jaar later behaalde hij eveneens een dubbel op de Pan-Amerikaanse Spelen in Cali. Op 3 augustus 1971 won hij de 200 m in 19,86 s en benaderde hiermee het wereldrecord van Tommie Smith (19,83 s). In Christchurch bij de Gemenebestspelen 1974 prolongeerde hij zijn gouden medaille op de 100 m en de 200 m. Vier jaar later zou hij weer goud winnen bij de Gemenebestspelen op de 100 m.

### Olympische Spelen
Op zijn olympisch debuut werd hij met het Jamaicaanse team op de 4 × 100 m estafette bestaande uit Michael Fray, Querrie, Lennox Miller en Horace Levy uitgeschakeld in de kwalificatieronde.
Op de Olympische Spelen van Montreal in 1976 won hij een zilveren medaille op de 100 m achter Hasely Crawford en voor de Sovjet Valeri Borzov. Op de 200 m behaalde hij wel goud en versloeg de Amerikanen Millard Hampton en Dwayne Evans. Met het Jamaicaanse team kwam hij ditmaal uit op de 4 × 400 m estafette met zijn teamgenoten Leighton Priestley, Colin Bradford en Seymour Newman goed de kwalificatieronde door met 3.03,86. In de finale werden ze slechts vijfde in 3.02,84.
Op de Gemenebestspelen 1978 won hij voor de derde maal de 100 m. Op de 200 m werd hij uitgeschakeld, omdat hij last van kramp kreeg.
Op de Olympische Spelen van Moskou in 1980 won hij een bronzen medaille op de 200 m achter de Italiaan Pietro Mennea (goud) en de Brit Allan Wells (zilver).
Op zijn laatste Olympische Spelen in 1984 in Los Angeles behoorde hij niet meer tot de beste sprinters ter wereld. Her was geen verrassing dat hij in de voorrondes van de 200 m werd uitgeschakeld. Op de 4 × 100 m estafette won hij samen met zijn teamgenoten Albert Lawrence, Greg Meghoo en Ray Stewart in 38,62 seconden een zilveren medaille achter de Amerikaanse ploeg (goud) en voor de Canadese ploeg (brons).

### Trainer
In oktober 2006 tekende hij een contract met de Chinese atletiekbond om als adviseur te werken in de voorbereidingen voor de Olympische Spelen 2008 in Peking.

## Titels
- Olympisch kampioen 200 m - 1976
- Centraal-Amerikaans en Caribisch kampioen 100 m - 1971, 1973
- Centraal-Amerikaans en Caribisch kampioen 200 m - 1971, 1973, 1975
- Sportman van het jaar (Jamaica) - 1970, 1971, 1975, 1976, 1977

## Persoonlijke records
| Onderdeel | Prestatie | Datum           | Plaats   |
| --------- | --------- | --------------- | -------- |
| 100 m     | 10,07 s   | 24 juli 1976    | Montreal |
| 200 m     | 19,86 s   | 3 augustus 1971 | Cali     |

## Wereldrecords
- 100 m - 9,9 s[1] (Modesto, 22 mei 1976)
- 200 m - 19,86 s (Cali, 3 augustus 1971)

## Palmares

### 100 m
- 1970:  Gemenebestspelen - 10,24 s
- 1971:  Pan-Amerikaanse Spelen - 10,29 s
- 1974:  Gemenebestspelen - 10,38 s
- 1976:  OS - 10,07 s
- 1978:  Gemenebestspelen - 10,03 s

### 200 m
- 1970:  Gemenebestspelen - 20,56 s
- 1971:  Pan-Amerikaanse Spelen - 19,86 s
- 1974:  Gemenebestspelen - 20,73 s
- 1976:  OS - 20,22 s
- 1980:  OS - 20,29 s

### 4 × 100 m estafette
- 1970:  Gemenebestspelen - 39,46 s
- 1984:  OS - 38,62 s

### 4 × 400 m estafette
- 1976: 5e OS - 3.02,84

## Onderscheidingen
- Sportman van het jaar (Jamaica) - 1970, 1971, 1975, 1976, 1977

1900: John Tewksbury ·
1904: Archie Hahn ·
1908: Bobby Kerr ·
1912: Ralph Craig ·
1920: Allen Woodring ·
1924: Jackson Scholz ·
1928: Percy Williams ·
1932: Eddie Tolan ·
1936: Jesse Owens ·
1948: Mel Patton ·
1952: Andy Stanfield ·
1956: Bobby Morrow ·
1960: Livio Berruti ·
1964: Henry Carr ·
1968: Tommie Smith ·
1972: Valeri Borzov ·
1976: Don Quarrie ·
1980: Pietro Mennea ·
1984: Carl Lewis ·
1988: Joe DeLoach ·
1992: Mike Marsh ·
1996: Michael Johnson ·
2000: Konstantinos Kenteris ·
2004: Shawn Crawford ·
2008: Usain Bolt ·
2012: Usain Bolt ·
2016: Usain Bolt ·
2020: Andre De Grasse ·
2024: Letsile Tebogo
- World Athletics: 14350898
- Library of Congress Control Number: no99062203
- Virtual International Authority File: 53788167
- WorldCat: E39PBJcrbM7bXjkKwQfpWF6Frq